# Marianna Auenbrugger
Marianne Auenbrugger (Viena, 19 de juliol de 1759 - íd., 25 d'agost de 1782) va ser una pianista i compositora austríaca.

## Biografia
Marianne Auenbrugger era filla del metge Leopold Auenbrugger, llibretista de l'òpera de Salieri Der Rauchfangkehrer, i la seva dona Marianna von Priestsberg, i reconeguda com a pianista i compositora a Viena.
Juntament amb la seva germana Caterina Franziska, va ser alumna de Joseph Haydn i d'Antonio Salieri. Les germanes Auenbrugger són esmentades en la correspondència de Leopold i Wolfgang Amadeus Mozart i de Haydn. El primer comenta en una carta a la seva dona que «les filles del doctor Auenbrugger... toquen extraordinàriament bé i [són] perfectament musicals», mentre que Hayden comenta en una altra a l'editor Artaria que «l'aplaudiment de les germanes Augenbrugger és el més important per a mi perquè el seu estil de tocar i la seva visió genuïna de l'art de la música són iguals als dels més grans mestres».
El 1780 Haydn va dedicar a les germanes Auenbrugger el seu cicle de Sei sonata per il clavicembalo, o forte piano (Hob XVI:35-39 i 20). Quan Marianne va morir de tuberculosi el 1782, amb només 23 anys, Salieri li va compondre una oda fúnebre, Deh si piace voli, que va publicar a l'editorial Artaria, a càrrec seu, com a annex a la Sonata per il clavicembalo, de la qual és autora Marianne Auenbrugger.

## Discografia
- Dones compositores al XVIII XVIII segle: Música per a clavicèmbal, volum 1 - Barbara Harbach, clavicèmbal (1995, Gasparo Records 272).[5]

- Mònica Jakuc, pianoforteː Marianne von Martinez, Marianna von Auenbrugger, Joseph Haydn: Sonates, 1993[6]